# Maurice Harkless
Maurice „Moe“ José Harkless (* 11. Mai 1993 in New York City, New York) ist ein US-amerikanisch-Puerto-ricanischer Basketballspieler, der derzeit bei der Miami Heat in der NBA unter Vertrag steht.

## Karriere

### College
Harkless spielte ein Jahr für die St. John’s University in seiner Heimat New York. Für den Red Storm erzielte er in seinem ersten und einzigen Jahr 15,5 Punkte und 8,6 Rebounds pro Spiel. Aufgrund dieser Leistung, wurde er zum Big East Conference Men’s Rookie of the Year ernannt.

### NBA
In der NBA-Draft 2012 wurde Harkless von den Philadelphia 76ers an 15. Stelle ausgewählt. Am 10. August 2012 wurde er gemeinsam mit Nikola Vucevic in einem Vier-Team-Tausch, zu den Orlando Magic transferiert. Im Gegenzug wechselten unter anderem Dwight Howard zu den Los Angeles Lakers, Andre Iguodala zu den Denver Nuggets und Andrew Bynum zu den Sixers. In seinem ersten Jahr für die Magic erzielte Harkless 8,2 Punkte und 4,4 Rebounds pro Spiel.
Im Sommer 2015 wechselte er zu den Portland Trail Blazers. Im Sommer 2019 wurde Harkless im Rahmen eines Trades von den Blazers zu den Los Angeles Clippers transferiert. Während der Saison 2019/20 wurde er im Rahmen eines 3-Team-Wechsels für Marcus Morris zu den New York Knicks abgegeben. 

### Nationalteam
Seit 2015 spielt Harkless für die Puerto-ricanische Nationalmannschaft.

## Karriere-Statistiken

### NBA

#### Reguläre Saison
| Saison  | Team                     | GP  | GS  | MPG  | FG % | 3P % | FT % | RPG | APG | SPG | BPG | PPG  |
| ------- | ------------------------ | --- | --- | ---- | ---- | ---- | ---- | --- | --- | --- | --- | ---- |
| 2012–13 | Orlando                  | 76  | 59  | 26.0 | .461 | .274 | .570 | 4.4 | 0.7 | 1.2 | 0.8 | 8.2  |
| 2013–14 | Orlando                  | 80  | 41  | 24.4 | .464 | .383 | .594 | 3.3 | 1.0 | 1.2 | 0.6 | 7.4  |
| 2014–15 | Orlando                  | 45  | 4   | 15.0 | .399 | .179 | .537 | 2.4 | 0.6 | 0.7 | 0.2 | 3.5  |
| 2015–16 | Portland                 | 78  | 14  | 18.7 | .474 | .279 | .622 | 3.6 | 0.9 | 0.6 | 0.4 | 6.4  |
| 2016–17 | Portland                 | 77  | 69  | 28.9 | .503 | .351 | .621 | 4.4 | 1.1 | 1.1 | 0.9 | 10.0 |
| 2017–18 | Portland                 | 59  | 36  | 21.4 | .495 | .415 | .712 | 2.7 | 0.9 | 0.8 | 0.7 | 6.5  |
| 2018–19 | Portland                 | 60  | 53  | 23.6 | .487 | .275 | .671 | 4.5 | 1.2 | 1.1 | 0.9 | 7.7  |
| 2019–20 | L.A. Clippers / New York | 62  | 48  | 23.0 | .502 | .347 | .591 | 3.9 | 1.1 | 0.9 | 0.5 | 5.8  |
| Gesamt  | Gesamt                   | 537 | 324 | 23.1 | .478 | .325 | .612 | 3.7 | 0.9 | 1.0 | 0.7 | 7.2  |

#### Play-offs
| Saison  | Team     | GP | GS | MPG  | FG % | 3P % | FT % | RPG | APG | SPG | BPG | PPG  |
| ------- | -------- | -- | -- | ---- | ---- | ---- | ---- | --- | --- | --- | --- | ---- |
| 2015–16 | Portland | 11 | 11 | 24.7 | .427 | .341 | .480 | 5.1 | 0.6 | 0.9 | 0.3 | 11.0 |
| 2016–17 | Portland | 4  | 4  | 24.8 | .294 | .167 | .875 | 3.3 | 0.8 | 1.3 | 1.3 | 7.3  |
| 2017–18 | Portland | 2  | 1  | 26.5 | .538 | .333 |      | 4.0 | 2.0 | 0.0 | 0.5 | 8.0  |
| 2018–19 | Portland | 16 | 16 | 24.3 | .477 | .250 | .639 | 4.9 | 1.4 | 1.1 | 1.0 | 8.4  |
| Gesamt  | Gesamt   | 33 | 32 | 24.6 | .436 | .289 | .609 | 4.7 | 1.1 | 1.0 | 0.8 | 9.1  |